# Dambaseboll
Dambaseboll är  baseboll som spelas av kvinnor. De starkaste och mest organiseade damligorna finns i USA, Australien, Japan, Taiwan, Kuba, Hongkong och Kanada. Dessa länder har nationella förbund med program för flickors och kvinnors basebollspelare. Andra länder/regioner där dambaseboll spelas på organiserad nivå är Nederländerna, Indien, Korea, Venezuela, Argentina, Puerto Rico, Colombia, Brasilien, Dominikanska republiken och Pakistan. Det finns också många basebollspelade kvinnor i Vietnam, bland annat i laget Fishanu vid Hanois universitet samt Hanoi Baseball Club.

## Historik
1867 blev Dolly Vardens från Philadelphia ett professionellt damlag.

### Fotnoter
1. ↑  ”History of Women in Sports Timeline” (på engelska). Northnet. Arkiverad från originalet den 27 maj 2014. https://web.archive.org/web/20140527131109/http://www.northnet.org/stlawrenceaauw/timeline.htm. Läst 13 maj 2013.